# 위키백과 혁명
《위키백과 혁명》 (The Wikipedia Revolution: How A Bunch of Nobodies Created The World's Greatest Encyclopedia) 은 2009년에 출간된 뉴미디어 연구자 및 작가 앤드류 리가 쓴 위키백과에 대한 역사책이다.
출간 당시에는 영어로 쓰여진 온라인 백과사전 위키백과에 대한 유일한 서적이였다. 이 책에선 위키백과 설립 2000년 초부터 2008년 초까지, 지미 웨일스, 래리 생어, 와드 커밍햄의 짧은 전기와 위키백과 역사에 있어 악명 높은 Essjay 사건, 시겐설러 사건 등을 다루고 있다.
위키백과 초창기에 영향을 주었던 유스넷, 하이버카트, 슬래쉬닷 그리고 미트볼위키에 대해서와 독일어 위키백과, 중국어 위키백과, 일본어 위키백과 등 다른 자매 프로젝트와의 문화적 차이점에 대해서도 서술되어 있으며 래리 생어가 위키백과를 본떠서 설립한 시티즌디움 프로젝트에 대해서도 소개하고 있다.
또한 지미 웨일스의 서문과 위키백과 자원봉사자들이 온라인 위키를 통해 부분적으로 작성된 위키백과의 미래의 문제와 기회에 대해 설명한 후문이 있다.

## 같이 보기
- 위키백과의 역사

## 참조
1. ↑  앤드류 리. “About Me”. 《Website of Andrew Lih》. 2016년 8월 12일에 원본 문서에서 보존된 문서. 2021년 3월 9일에 확인함.
2. ↑  앤드류 리 (2009). 《The Wikipedia Revolution》. Hyperion. ISBN 978-1-4013-0371-6.
3. ↑  Jeremy Philips (2009년 3월 18일). “Everybody Knows Everything”. 《The Wall Street Journal》. 2018년 11월 24일에 확인함.
4. ↑  Noam Cohen (2009년 3월 28일). “Wikipedia: Exploring Fact City”. 《The New York Times》. 2018년 11월 24일에 확인함.
5. ↑  Andrew Lih. “About Andrew Lih”. 《The Wikipedia Revolution website》. 2013년 2월 9일에 원본 문서에서 보존된 문서.
6. ↑  “The Wikipedia Revolution Wiki”. 《The Wikipedia Revolution website》. 2012년 7월 18일에 원본 문서에서 보존된 문서.